# Ларкин, Колин
Колин Ларкин (англ. Colin Larkin, род. 1949, Дагенем, Эссекс, Великобритания) — английский писатель и музыковед. Автор и главный редактор десятитомной «Энциклопедии популярной музыки» — самой обширной базы данных о поп-музыке, в Европе и США — охарактеризованной газетой The Times как «стандарт, к которому должны стремиться все остальные».
Помимо этого, Ларкин является автором книги «1000 лучших альбомов всех времён», а также редактором справочников «Who’s Who of Jazz» (рус. «Кто есть кто в джазе»), «Who’s Who Of Blues» и «Encyclopedia of Heavy Rock». В 1990-х годах, в течение двух лет, он вёл собственную передачу на радиостанции BBC GLR, а также часто выступает в роли музыкального эксперта на телевидении.

## Биография
Ларкин родился в Дагенеме, графстве Эссекс, боро, которое было населено рабочими автомобильной промышленности. Хотя послевоенные годы были прибыльными для компании Ford, он рос в небогатой семье. Район Беконтри (где жил Ларкин), окружавший машиностроительный завод, представлял собой конгломерат из 27 000 муниципальных домов, без каких-либо достопримечательностей.
Ларкин провел большую часть своего раннего детства, посещая передвижную ярмарку, где его отец, работавший днем водопроводчиком, подрабатывал оператором карусели, чтобы свести концы с концами. Именно на ярмарке, на фоне звучащих песен Литл Ричарда (которые воспроизводились там на фонографах со скорость 78 оборотов в минуту), Ларкин приобрел интерес к популярной музыке (который лишь увеличивался с годами), а также к экзотическим узорам и ярким цветам, которые впоследствии выразились в его увлечениях исламским искусством и архитектурой.
В 1960-х Ларкин посещал Техническую среднюю школу Юго-Восточного Эссекса, после чего, по собственной инициативе, получил диплом коммерческого художника, что позволило ему пройти образовательный курс в Лондонском колледже печати (ныне Колледж связи). Изучая там типографию и дизайн книг. Ларкин упоминал Эрика Гилла, как наиболее повлиявшего на него дизайнера.

## Издательское дело
Ларкин начал свою карьеру в коммерческих арт-студиях и дизайнерских группах, после чего устроился работать в книжное издательство Pearson Longmans, где дорос до должности старшего дизайнера книг. Начиная с 1967 года он начал писать материалы для музыкальных журналов. В 1976 году Ларкин уволился из Pearson Longmans и основал собственную книгоиздательскую компанию Scorpion Publishing.
С самого начала Ларкин стремился охватить тот читательский контингент, который другие издатели считали бесперспективным или невыгодными с коммерческий точки зрения. Его издательство публиковало художественные книги, посвящённые истории узоров на восточных ковров и исламскому искусству. Помимо этого, Ларкин издал трилогию Джона Гормана, посвященную лейбористской партии — «Banner Bright», «To Build Jerusalem» и «Images of Labour», а также известные музыкальные книги того времени, включая: «Timeless Flight: The Definitive Story of The Byrds» и «Bob Dylan’s Unreleased Recordings».
В 1980-е годы Ларкин, страстно увлекающийся музыкальными журналами и собравший значительную коллекцию синглов и альбомов, начал задумываться над созданием «Энциклопедии популярной музыки». Проекта, который мог бы таким же полезным для освещения творчества Боба Дилана и The Beatles, как «Музыкальный словарь Гроува» для информирования широких масс о классических композиторах. В 1989 году он продал свою часть компании Scorpion Books и основал Square One Books, для финансирования энциклопедии.

## The Encyclopedia of Popular Music
В 1989 году Ларкин основал издательство Square One Books для создания энциклопедии популярной музыки, а также публикации книг, связанных с музыкой. Под эгидой его издательства были опубликованы биографии таких исполнителей, как Грэм Бонд, R.E.M., Эрик Клэптон, The Byrds и Фрэнк Заппа, а также еще одна книга о Бобе Дилане — «Oh No, Not Another Bob Dylan Book».
В доинтернетовскую эпоху создание музыкальной энциклопедии представляло собой трудоёмкую задачу. Тем не менее, за счёт поддержки заинтересованных лиц, библиотека музыкальных журналов и книг, а также коллекции музыки Ларкина (в которую входило 3000 виниловых синглов, 3500 виниловых альбомов, 4500 биографий музыкантов и 38 000 компакт-дисков) начала быстро расширяться и вскоре он начал работу над составлением энциклопедии.
В 1992 году вышло в печать первое издание «Энциклопедии популярной музыки». Она быстро обрела монументальный статус, так обозреватель журнала Rolling Stone охарактеризовал её как «музыкальную историю в процессе своего становления», в то время как газета The Times называла работу Ларкина «произведением практически пугающей полноты». В свою очередь, музыкант Джулс Холланд описал ее, как «безусловно самый полезный справочный источник по популярной музыке».
В мае 2011 года издательство Omnibus Press выпустило версию энциклопедии для Amazon Kindle, базирующуюся на издании 2007 года.

## Прочая деятельность
После создания базы данных энциклопедии последовало 50 отдельных изданий на её основе. В 1997 году Ларкин продал Square One Books американской информационной компании Muze Inc.. После этого он занял пост главного редактора и руководителя энциклопедией (в виде отдельного бизнеса), с командой из менее чем десяти авторов, которые с точки зрения количества слов «выпускали роман Агаты Кристи в месяц».
С сентября 2008 года Ларкин прекратил всякое сотрудничество с компанией Muze Inc. и другими связанными с ней компаниями после закрытия «Энциклопедии популярной музыки» как самостоятельного продукта и его последующего дублирования. 15 апреля 2009 года было объявлено, что большая часть активов Muse Inc. были куплены компанией Macrovision.
В 2008 году Ларкин запустил веб-сайт вдохновлённый его книгой «1000 лучших альбомов всех времён» — 1000Greatest.com. Впоследствии название было изменено, а сайт был переквалифицирован в мультимедийный рейтинговый портал, а также в приложение для iPhone и btoe.com (Best Things On Earth). В августе 2018 года сайт был закрыт, а его содержимое перенаправлено на Musopedia.com. Ларкин получил должность генерального директора и главного редактора компании Muzpedia Ltd.
С 2013 по 2017 год он был основным автором музыкальных биографий и обзоров музыкальных альбомов для компании Quantone Music, занимающейся обработкой музыкальными данными. В 2018 году он был приглашён лейблом BMG для написания подробного эссе и аннотаций в буклете проекта группы The Rolling Stones под названием Confessin' the Blues.